# Climacoptera transoxana
Climacoptera transoxana är en amarantväxtart som först beskrevs av Modest Mikhaĭlovich Iljin, och fick sitt nu gällande namn av Viktor Petrovitj Botjantsev. Climacoptera transoxana ingår i släktet Climacoptera, och familjen amarantväxter. Inga underarter finns listade i Catalogue of Life.